# Willis Mountain
La Willis Mountain è un monadnock, cioè una montagna che sorge isolata nel terreno circostante, che si innalza dalle dolci colline del fascia pedemontana del Piedmont nella Contea di Buckingham, nello Stato americano della Virginia, pressoché al centro geografico dello Stato.

## Caratteristiche
Il monadnock si innalza fino a 304 m sul livello del mare, con una prominenza di 176 m rispetto al terreno circostante.
La collina è costituita di quarzo ricco in cianite, che resiste all'erosione meglio del materiale circostante.
Le escavazioni minerarie per estrarre la cianite, effettuate per lungo tempo dalla Kyanite Mining Corporation con sede nella cittadina di Dillwyn, hanno modificato in modo significativo il profilo della montagna.

## Clima
Il clima dell'area è umido e subtropicale. La temperatura media è di 14 °C. Il mese più caldo è luglio con 23 °C e il mese più freddo è gennaio con 2 °C.
La piovosità media è di 1.410 millimetri all'anno. Il mese più umido è luglio con 154 mm di pioggia, mentre il più secco è novembre con 71 mm.